# Испания (Колумбия)
Испания (исп. Hispania) — город и муниципалитет на западе Колумбии, на территории департамента Антьокия. Входит в состав субрегиона Юго-западная Антьокия.

## История
Поселение, из которого позднее вырос город, было основано в 1925 году. Муниципалитет Испания был выделен в отдельную административную единицу в 1984 году.

## Географическое положение

Муниципалитет Испания

Город расположен в юго-западной части департамента, в гористой местности Западной Кордильеры, на берегу реки Педраль, на расстоянии приблизительно 56 километров к юго-западу от Медельина, административного центра департамента. Абсолютная высота — 942 метра над уровнем моря.

Муниципалитет Испания граничит на севере и востоке с муниципалитетом Пуэблоррико, на юге — с муниципалитетами Андес и Бетания, на западе — с муниципалитетом Сьюдад-Боливар. Площадь муниципалитета составляет 58 км².

## Население
По данным Национального административного департамента статистики Колумбии, совокупная численность населения города и муниципалитета в 2012 году составляла 4854 человек.
Динамика численности населения муниципалитета по годам:
| 2005 | 2006 | 2007 | 2008 | 2009 | 2010 | 2011 | 2012 |
| ---- | ---- | ---- | ---- | ---- | ---- | ---- | ---- |
| 4821 | 4826 | 4830 | 4835 | 4840 | 4845 | 4849 | 4854 |

Согласно данным переписи 2005 года мужчины составляли 50,6 % от населения Испании, женщины — соответственно 49,4 %. В расовом отношении белые и метисы составляли 92,5 % от населения города; негры, мулаты и райсальцы — 7,1 %, индейцы — 0,4 %.
Уровень грамотности среди всего населения составлял 79,8 %.

## Экономика
Основу экономики Испании составляет сельскохозяйственное производство.

49,5 % от общего числа городских и муниципальных предприятий составляют предприятия торговой сферы, 31,4 % — предприятия сферы обслуживания, 18,6 % — промышленные предприятия, 0,5 % — предприятия иных отраслей экономики.